# Aveling-Barford
«Aveling-Barford» — британская машиностроительная компания, производившая дорожные катки, автогрейдеры, фронтальные погрузчики, самосвалы в Грантеме, Англия.

## История
С 1934 года начался выпуск самосвалов, дорожных катков и другой техники, производство которых осуществляла британская компания «Aveling-Barford», расположенная в графстве Линкольншир. На сегодняшний день концерн является всемирно известным производителем.

## Деятельность
Основали компанию специалисты, которые давно были компетентны в сфере производства дорожной техники. В то время ведущими производителями аналогичных автомобилей были компании «Barford & Perkins», в которой работал Френк Перкинс, и «Aveling & Porter». Вторая компания была открыта ещё в 1850 году, а в 1932 году купила акции «Barford & Perkins», основанной в 1840 году Спустя два года в 1934 году объединённый концерн взял новое название «Aveling-Barford» и запустил производство на новой территории в Грэнтаме, арендованной у компании «Ruston & Hornsby».
Эта же организация первое время спонсировала новое производство, а кроме того, в транспортные средства «Aveling-Barford» устанавливались дизельные силовые агрегаты «R & H».
С 1930-х годов компаний «Aveling-Barford» начала производство холодильного оборудования для молочных заводов и ферм, а также технику для приготовления еды в больницах, гостиницах, кафе и столовых. В 1937 году организация стала государственной. На тот момент её доля производства катков и дорожной техники на рынке Великобритании составляла 75 % и была признана лидером в данной области в мире. С 1933 по 1968 год председателем автомобильной организации «Aveling-Barford» был Эдвард Барфорд. Под его руководством началось производство первого самосвала Aveling. Чуть позже стартовал серийный выпуск бульдозеров.
В годы Второй Мировой войны производство было ориентировано на военную промышленность, выпускались транспортёры «Bren Gun» и детонаторы. В 1946 году производство расширилось, и было запущено два дочерних производства «Barford Development Ltd» и «Barford (Agricultural) Ltd», второе направление было ориентировано на выпуск сельскохозяйственной техники. В том же году был построен и запущен ещё один завод «Aveling-Barford» в городе Ньюкасл. В 1967 году компания присоединилась к «British Leyland» и начала использование в своей технике и транспортных средствах моторов «British Leyland».
На сегодняшний день «Aveling-Barford» является собственностью компании «Invictas Engineering». В 2006 году концерн «ST Kinetiks» в Сингапуре приобрёл права на производство самосвалов Aveling Barford, и в настоящее время они продаются под маркой «TRX Build». В 2007 году ещё одна норвежская компания «Moxy Engineerig» сообщила о своём намерении купить права на производство самосвалов, а спустя 3 года она стала собственностью «South Korean Doosan».